# Karl Wolf von Ehrenstein
Karl Wolf von Ehrenstein (* 27. Juli 1805 in Chemnitz; † 2. Juni 1862 in Dresden) war ein deutscher Politiker. Er amtierte 1849 kurzzeitig als Finanzminister im Königreich Sachsen.

## Leben
Karl Wolf von Ehrenstein wurde als Sohn des königlich-sächsischen Obrist-Lieutenants und Kasernenkommandanten Karl August von Ehrenstein (1771–1831) und seiner Ehefrau Christiane Amalie von Ziegesar (1780–1861) geboren.
Nach dem Rücktritt von Robert Georgi im Februar 1849 wurde Ehrenstein sächsischer Finanzminister. Dieses Amt übte er jedoch nur übergangsweise von Mitte Februar 1849 bis zu seinem Rücktritt nach dem Dresdner Maiaufstand für wenige Monate aus. Sein Nachfolger im Amt wurde Johann Heinrich August von Behr. Ehrenstein blieb jedoch die „rechte Hand“ des neuen Ministers, der nur wenige finanzpolitische Kenntnisse hatte.
Ehrenstein war seit 1832 mit Luise Sophie Freiin von Uckermann-Bendeleben (1811–1903) verheiratet. Das Paar hatte drei Söhne, darunter Georg Otto von Ehrenstein (von 1887 bis 1906 Kreishauptmann von Leipzig).